# حسكا
حسكا وتعرف أيضاً خربة حسكا هي تجمع سكاني يقع في الجنوب الغربي من مدينة حلحول بمحافظة الخليل بالضفة الغربية، ويتبع مجلس بلدي حلحول التابع لوزارة الحكم المحلي الفلسطيني.
تعتبر حسكا من المناطق التاريخية والأثرية في محافظة الخليل، فيها عين ماء تاريخية تعود لآلاف السنين، ومسجد حسكا القديم ويعرف بالمسجد العمري، ووادي حسكا.